# Suðurnes
Suðurnes ist eine der acht Regionen Islands. Sie nimmt den größten Teil der Halbinsel Reykjanes ein. Am 1. Januar 2025 betrug ihre Einwohnerzahl 29.577 auf einer Fläche von 818 km² (Bevölkerungsdichte 36,16 Einw./km²).

## Einteilung in Kreise und kreisfreie Gemeinden
Suðurnes gliedert sich in zwei kreisfreie Gemeinden und einen Kreis.
| Gem.-Nr. | Kreisfreie Gemeinde | Einwohner (1. Januar 2025) | Fläche [km²] | Verwaltungssitz |
| -------- | ------------------- | -------------------------- | ------------ | --------------- |
| 2000     | Reykjanesbær        | 22.499                     | 145          | Keflavík        |
| 2300     | Grindavíkurbær      | 1.246                      | 425          | Grindavík       |
| Gem.-Nr. | Kreis               | Einwohner (1. Januar 2025) | Fläche [km²] | Verwaltungssitz |
| 2500     | Gullbringusýsla     | 5.832                      | 248          | Hafnarfjörður   |

## Einteilung in Gemeinden
Suðurnes gliedert sich in vier Gemeinden.
| Gem.-Nr.             | Gemeinde             | Einwohner (1. Januar 2025) | Fläche [km²] | größere Orte                            |
| -------------------- | -------------------- | -------------------------- | ------------ | --------------------------------------- |
| Kreisfreie Gemeinden |                      |                            |              |                                         |
| 2000                 | Reykjanesbær         | 22.499                     | 145          | Keflavík, Njarðvík, Vallarheiði, Hafnir |
| 2300                 | Grindavíkurbær       | 1.246                      | 425          | Grindavík                               |
| Gullbringusýsla      |                      |                            |              |                                         |
| 2503                 | Suðurnesjabær        | 4.091                      | 83           | Garður, Sandgerði                       |
| 2506                 | Sveitarfélagið Vogar | 1.741                      | 165          | Vogar                                   |

Koordinaten: 63° 55′ N, 22° 17′ W